# Corythucha spinosa
Corythucha spinosa är en insektsart som först beskrevs av Dugès 1889.  Corythucha spinosa ingår i släktet Corythucha och familjen nätskinnbaggar. Inga underarter finns listade i Catalogue of Life.